# Le Leuy
Le Leuy é uma comuna francesa na região administrativa da Nova Aquitânia, no departamento Landes. Estende-se por uma área de 9,63 km². Em 2010 a comuna tinha 250 habitantes (densidade: 26 hab./km²).